# Daan Smith
Daan Smith (Schiedam, 18 marzo 1992) è un calciatore olandese, difensore del VFC.

## Carriera
Cresciuto nel Feyenoord, nella stagione 2011-2012 debutta in Eredivisie con l'Excelsior giocando 19 partite. Resta in squadra nei successivi due campionati di seconda serie, ottenendo la promozione in massima serie al termine della stagione 2013-2014.